# Hit the Lights (chanson de Selena Gomez)
Pour les articles homonymes, voir Hit the Lights.
Singles de Selena Gomez and the Scene
Love You Like a Love Song
Singles par Selena Gomez
Come and Get It
(2013)
Pistes de When the Sun Goes Down
We Own the Night Whisplash
Hit the Lights est une chanson composée et interprétée par le groupe américain Selena Gomez & the Scene qui est extrait de leur troisième album sorti le 28 juin 2011 aux États-Unis et le 4 juillet 2011 en France : When the Sun Goes Down. Le clip vidéo est sorti sur le site Vevo le 16 novembre 2011. Selena Gomez a déclaré que cette chanson parlait de tout ce qu'il lui manquait dans la vie[réf. nécessaire].

## Sortie
La chanson est sortie en même temps que l'album, c'est-à-dire le 28 juin 2011, elle est le cinquième morceau de l'album et est le troisième single officiel du groupe pour faire la promotion de When the Sun Goes Down. C'est la chanteuse et leader du groupe qui l'a confirmé via Twitter en montrant des photos du tournage du clip vidéo qui s'est déroulé le 16 octobre 2011.

## Clips Vidéos
Le clip vidéo est sorti pour la première fois le 16 novembre 2011 sur le site Vevo, et certains teasers avaient envoyé sur le site YouTube pour montrer des avants-goûts du clip vidéo. Certaines photos du clip vidéo ayant été envoyé sur Twitter, on voit Selena Gomez dans des décors d'Halloween, ainsi que dans des champs de maïs, dans la rue le soir et dans la foret avec des feux d'artifice. Le tournage a duré deux jours.

## Performances
Le groupe a interprété le morceau Hit the Lights durant la troisième tournée de Selena : We Own The Night Tour, qui a été la deuxième chanson de la tournée après A Year Without Rain et juste avant Summer's Not Hot. Pendant sa performance, Selena portait une robe dorée. Le single a été présenté lors des MTV EMA's.

## Liste des pistes
- Téléchargement numérique

1. "Hit the Lights" - 3:14

- Remixes

1. "Hit the Lights" (Azzido Da Bass Radio Mix) - 3:07
2. "Hit the Lights" (Azzido Da Bass Extended Mix) - 4:03
3. "Hit the Lights" (Azzido Da Bass Club Mix) - 4:59
4. "Hit the Lights" (MD's Radio Mix) - 3:06
5. "Hit the Lights" (MD's Remix) - 6:05

## Crédits et personnels
Enregistrement et mixage
- Recorded at Dreamlab Studios in Los Angeles (Californie)
- Mixed at MixStar Studios in Virginia Beach (Virginie)

Personnel
- Vocals – Selena Gomez
- Production – Dreamlab
- Auteur-compositeur – Leah Haywood, Daniel James, Tony Nilsson
- Serban Ghenea – mixing
- Ingénieur du son – John Hanes, Phil Seaford

Crédits extrait de la pochette album de When the Sun Goes Down, Hollywood Records.

## Classement par pays
| Classement (2011-12)            | Meilleure position |
| ------------------------------- | ------------------ |
| Belgique (Flandre Ultratip 100) | 11                 |
| Canada (Canadian Hot 100)       | 55                 |
| Russie (EMI)                    | 63                 |
| Slovaquie (IFPI Rádio)          | 33                 |

## Certifications
| Pays       | Certification | Ventes  |
| ---------- | ------------- | ------- |
| États-Unis | Platine       | 500 000 |

## Historique de sortie
| Pays       | Date            | Format                                    | Label             |
| ---------- | --------------- | ----------------------------------------- | ----------------- |
| Pays-Bas   | 20 janvier 2012 | EP de Remixes - btéléchargement numérique | Hollywood Records |
| Suisse     | 20 janvier 2012 | EP de Remixes - btéléchargement numérique | Hollywood Records |
| France     | 23 janvier 2012 | EP de Remixes - btéléchargement numérique | Hollywood Records |
| Finlande   | 23 janvier 2012 | EP de Remixes - btéléchargement numérique | Hollywood Records |
| Luxembourg | 23 janvier 2012 | EP de Remixes - btéléchargement numérique | Hollywood Records |
| Portugal   | 23 janvier 2012 | EP de Remixes - btéléchargement numérique | Hollywood Records |
| Singapour  | 23 janvier 2012 | EP de Remixes - btéléchargement numérique | Hollywood Records |
| Belgique   | 23 janvier 2012 | EP de Remixes - btéléchargement numérique | Hollywood Records |
| Allemagne  | 27 janvier 2012 | EP de Remixes - btéléchargement numérique | Hollywood Records |
| Autriche   | 27 janvier 2012 | EP de Remixes - btéléchargement numérique | Hollywood Records |